# Seochang 2-dong
Seochang 2-dong (koreanska: 서창2동) är en stadsdel i staden Incheon i den nordvästra delen av Sydkorea, 27 km väster om huvudstaden Seoul. Den ligger i stadsdistriktet Namdong-gu.
Den bildades 2018 genom en utbrytning från Jangsuseochang-dong. 